# メソード・エフェンディエフ
メソード・エフェンディエフ（アゼルバイジャン語: Məsud Əfəndiyev、1953年10月21日 - ）は、アゼルバイジャンの科学者。

## 経歴

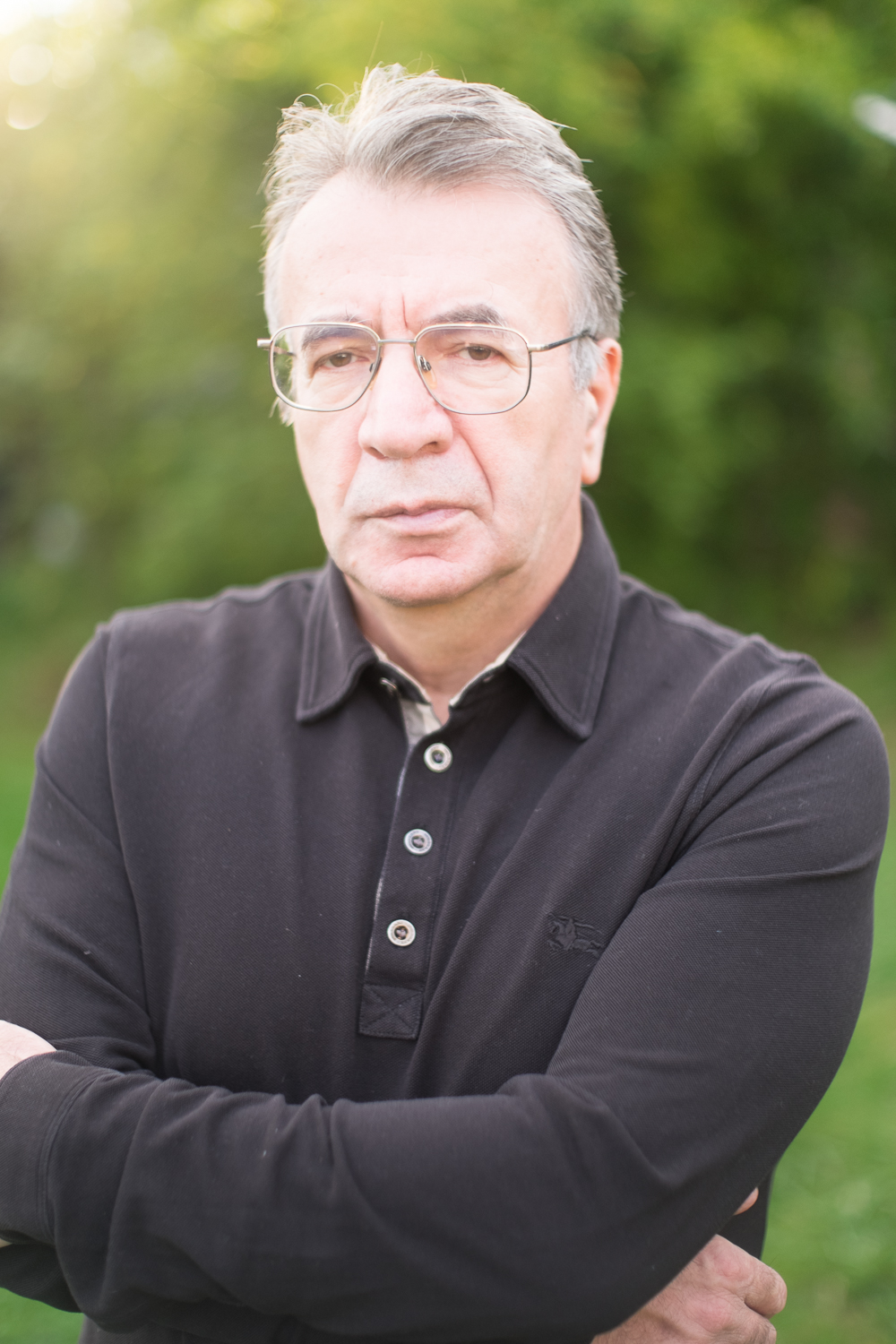

モスクワ大学にて、Mark Vishik 教授と A.I. Snirelmann 教授の指導のもと、非線形問題に対する位相的手法について取り組み、1974年から1975年には学士論文を提出している。その後、1975/76年から1978/79年にかけて、モスクワ州立大学にて非線形ヒルベルト問題の大域的可解性に関する博士論文を書き、1980年に学位を授与されている。さらに1998年には、ベルリン自由大学にて、論文 "Geometrical properties of nonlinear mapping related to pseudodifferential operators and their topological degree" を提出し、教授資格試験に合格している。1991年から1994年の期間シュトゥットガルト大学に勤め、1994年から1999年にはベルリン自由大学に籍を移し、2000年から2005年はSFB project “Multifield Problems”の首席研究員として働いた。また2005年から2007年は、客員教授としてミュンヘン工科大学に勤め、2007年から2013年には、ヘルムホルツセンター・ミュンヘン（Helmholtz
Center Munich）Institute of Biomathematics and Biometry にて、Dynamical Systems 部門の代表を務めた。現在も同研究所を牽引する研究者の一人として活躍している。
International Journal of Biomathematics and Biostatistics のチーフ・エディターを務める他、Mathematical Methods in the Applied Sciences, Glasgow Journal of Mathematics, Journal of Nonautonomous and Stochastic Dynamical Systems, Advances in Mathematical Sciences and Applications, Journal of Coupled Systems and Multiscale Dynamics, American Institute of Mathematical Sciences (AIMS)- book series Differential Equations and Dynamical Systems など、世界的な学術論文誌のエディターを務めている。非線形解析、位相不変量と擬微分作用素に関連した非線形境界値問題の大域的可解性、特に古典的な非線形 Riemann-Hilbert problemsの大域的可解性などの分野で著しい成果を挙げており、現在の研究分野は、無限次元力学系、特にアトラクターの次元と Kolmogorov entropyの 漸近解析、また生命科学分野に於ける現象のモデリング、特に薬学、生物学、環境学を力学系的視点から考察する研究など多岐にわたっている。これらの研究分野の研究に際し、日本学術振興会および Otto Monsted fellowship から支援を受けている。さらに数多くの国際会議において招待講演・基調講演を行い、その卓越した研究成果を発表している。既に150編以上の学術論文と Springer, Birkhäuser, American Mathematical Society (series of Mathematical Surveys and Monographs), 学校図書,  American Institute of Mathematical Sciencesなど、主要な出版社から5冊のモノグラフを発表している。同氏は世界中を旅し、多くの国の研究者と様々な分野に於ける共同研究を実施してきた。

## 主な受賞歴
- フンボルト賞（1990年）